# アイセ・ヨハン・デ・ヨング

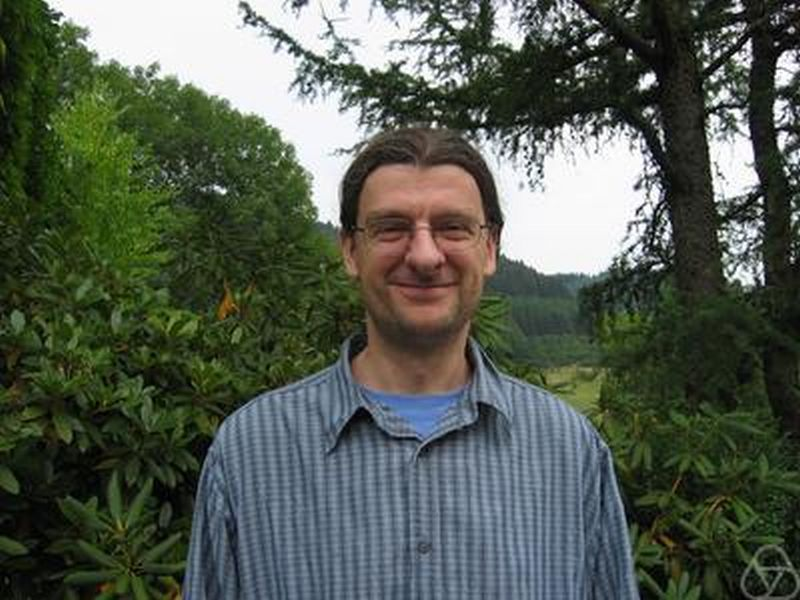
アイセ・ヨハン・デ・ヨング

アイセ・ヨハン・デ・ヨング（Aise Johan de Jong, 1966年1月30日)は、ベルギー人 (オランダ語圏）の数学者。コロンビア大学教授。専門は数論幾何学、代数幾何学。マックス・プランク数学研究所、ユトレヒト大学、プリンストン大学、マサチューセッツ工科大学を経て現職。
業績として、デ・ヨングはAlteration理論を導入し広中の特異点解消定理に簡潔な別証明を与えた。Alteration理論には様々な応用がありリジッド解析幾何学などにも応用されている。代数多様体の族に対しての半安定還元の構成。Veys予想の解決。モジュライ空間論における貢献。クリスタリンヌデュドネ理論、非退化F-クリスタルの構成。幾何学的不変式スタックなど。

## 略歴
- 1966年 - ベルギーのブルージュに生まれる。
- 1987年 - オランダのライデン大学を卒業。
- 1992年 - ナイメーヘン・カトリック大学 (Katholieke Universiteit Nijmegen) で博士号を取得。
- 1996年 - ヨーロッパ数学者会議よりヨーロッパ数学会賞受賞。
- 2000年 - アメリカ数学会よりコール賞を受賞。
- 2005年 - 現職に就任。
- 2022年 - スティール賞研究論文部門受賞。